# Apostasia wallichii
Apostasia wallichii é uma espécie de orquídea terrestre, família Orchidaceae, que habita extensa área que inclui grande parte do sudeste da Ásia, Japão, Ilhas da Malásia chegando até a Austrália.